# Chaouki Ben Saada
Pour les articles homonymes, voir Saada.
Chaouki Ben Saada, né le 1er juillet 1984 à Bastia, est un footballeur international tunisien qui évolue au poste de milieu offensif entre 2001 et 2022.

## Biographie
Il se fait connaître du grand public le 30 novembre 2002 lorsqu'il inscrit un doublé contre Marseille avec son club formateur, le SC Bastia.
Le 30 juin 2008, il quitte le SC Bastia, où il joue durant sept ans, et signe un contrat de trois ans avec l'OGC Nice qui prend effet le 1er juillet de la même année. En fin de contrat, il rejoint gratuitement le RC Lens en août 2011. Le 20 décembre 2011, lors de la 18e journée de Ligue 2 et la réception de Châteauroux, il inscrit son premier but sous les couleurs sang et or, même si son équipe s'incline sur le score de 3 buts à 2.
Le 6 août 2012, il signe à Arles-Avignon un contrat de deux saisons plus une en option en cas de montée en Ligue 1. Deux ans et seulement 38 rencontres plus tard, il quitte la formation provençale alors que son contrat vient de se terminer pour rejoindre l'équipe réserve du SC Bastia avec laquelle il s'entraîne en attendant une proposition.
Le 24 octobre 2014, libre de tout contrat, il s'engage pour une saison avec l'ESTAC Troyes, il y joue cinq saisons dont deux en Ligue 1. Il joue plus de cent matchs et marque une dizaine de buts.
Le 29 août 2019, onze ans après son départ du SC Bastia et de sa ville natale, l'ancien international tunisien est de retour dans son club formateur qui évolue alors en National 2. Il signe pour une saison et une de plus en option.

## Équipe nationale
Il remporte la coupe du monde des moins de 17 ans organisée à Trinité-et-Tobago en 2001 avec l'équipe de France puis est convoqué plusieurs fois en équipe de France espoirs par Raymond Domenech.
En 2005, il décide de prendre la nationalité tunisienne (ses parents sont originaires de Bizerte) et de défendre la tunique rouge des « Aigles de Carthage ». Il était contacté par Roger Lemerre, sélectionneur tunisien, depuis 2003.
Il honore sa première sélection en équipe nationale tunisienne le 26 mars 2005. Il participe avec elle à la coupe des confédérations 2005, aux CAN 2006, 2008 et 2010.
Ben Saada participe également à la coupe du monde 2006 avec l'équipe de Tunisie. Il ne fait initialement pas partie de la liste des 23 sélectionnés mais rejoint le groupe en remplacement de Issam Jemâa.

## Statistiques
| Saison                | Club                  | Championnat           | Championnat | Championnat | Coupe nationale | Coupe nationale | Coupe de la Ligue | Coupe de la Ligue | Tunisie | Tunisie | Total | Total |
| Saison                | Club                  | Division              | M.          | B.          | M.              | B.              | M.                | B.                | M.      | B.      | M.    | B.    |
| 2001-2002             | SC Bastia             | Division 1            | 2           | 0           | -               | -               | -                 | -                 | -       | -       | 2     | 0     |
| 2002-2003             | SC Bastia             | Ligue 1               | 21          | 3           | 1               | 0               | 1                 | 0                 | -       | -       | 23    | 3     |
| 2003-2004             | SC Bastia             | Ligue 1               | 35          | 3           | 1               | 0               | 1                 | 1                 | -       | -       | 37    | 4     |
| 2004-2005             | SC Bastia             | Ligue 1               | 20          | 1           | 1               | 0               | 1                 | 0                 | 5       | 0       | 27    | 1     |
| 2005-2006             | SC Bastia             | Ligue 2               | 27          | 0           | 3               | 0               | 1                 | 0                 | 8       | 1       | 39    | 1     |
| 2006-2007             | SC Bastia             | Ligue 2               | 30          | 1           | 1               | 0               | 1                 | 0                 | 4       | 0       | 36    | 1     |
| 2007-2008             | SC Bastia             | Ligue 2               | 35          | 8           | 4               | 2               | 1                 | 0                 | 11      | 4       | 51    | 14    |
| Sous-total            | Sous-total            | Sous-total            | 170         | 16          | 11              | 2               | 6                 | 1                 | 28      | 5       | 215   | 24    |
| 2008-2009             | OGC Nice              | Ligue 1               | 25          | 1           | 2               | 1               | 4                 | 2                 | 3       | 0       | 34    | 4     |
| 2009-2010             | OGC Nice              | Ligue 1               | 28          | 6           | -               | -               | -                 | -                 | 8       | 0       | 36    | 6     |
| 2010-2011             | OGC Nice              | Ligue 1               | 27          | 2           | 3               | 0               | 1                 | 0                 | 1       | 0       | 32    | 2     |
| Sous-total            | Sous-total            | Sous-total            | 80          | 9           | 5               | 1               | 5                 | 2                 | 12      | 0       | 102   | 12    |
| 2011-2012             | RC Lens               | Ligue 2               | 34          | 2           | 1               | 0               | 2                 | 0                 | -       | -       | 37    | 2     |
| 2012-2013             | RC Lens               | Ligue 2               | 1           | 0           | -               | -               | -                 | -                 | -       | -       | 1     | 0     |
| Sous-total            | Sous-total            | Sous-total            | 35          | 2           | 1               | 0               | 2                 | 0                 | -       | -       | 38    | 2     |
| 2012-2013             | AC Arles-Avignon      | Ligue 2               | 17          | 2           | 2               | 0               | 1                 | 0                 | -       | -       | 20    | 2     |
| 2013-2014             | AC Arles-Avignon      | Ligue 2               | 17          | 0           | -               | -               | 1                 | 0                 | -       | -       | 18    | 0     |
| Sous-total            | Sous-total            | Sous-total            | 34          | 2           | 2               | 0               | 2                 | 0                 | -       | -       | 38    | 2     |
| 2014-2015             | ESTAC Troyes          | Ligue 2               | 19          | 2           | 2               | 0               | -                 | -                 | -       | -       | 21    | 2     |
| 2015-2016             | ESTAC Troyes          | Ligue 1               | 18          | 1           | 2               | 0               | -                 | -                 | -       | -       | 20    | 1     |
| 2016-2017             | ESTAC Troyes          | Ligue 2               | 33          | 5           | 3               | 0               | -                 | -                 | -       | -       | 36    | 5     |
| 2017-2018             | ESTAC Troyes          | Ligue 1               | 16          | 0           | 1               | 0               | -                 | -                 | -       | -       | 17    | 0     |
| 2018-2019             | ESTAC Troyes          | Ligue 2               | 9           | 0           | 2               | 1               | 2                 | 1                 | -       | -       | 13    | 2     |
| Sous-total            | Sous-total            | Sous-total            | 95          | 8           | 10              | 1               | 2                 | 1                 | -       | -       | 107   | 10    |
| 2019-2020             | SC Bastia             | National 2            | 16          | 2           | -               | -               | -                 | -                 | -       | -       | 16    | 2     |
| 2020-2021             | SC Bastia             | National              | 24          | 5           | -               | -               | -                 | -                 | -       | -       | 24    | 5     |
| 2021-2022             | SC Bastia             | Ligue 2               | 21          | 0           | 2               | 0               | -                 | -                 | -       | -       | 23    | 0     |
| Sous-total            | Sous-total            | Sous-total            | 61          | 7           | 2               | 0               | -                 | -                 | -       | -       | 63    | 7     |
| Total sur la carrière | Total sur la carrière | Total sur la carrière | 475         | 44          | 31              | 4               | 17                | 4                 | 40      | 5       | 563   | 57    |

- Première sélection nationale : 26 mars 2005 (Tunisie - Malawi)
- Premier match en Division 1 : 12 août 2001 (SC Bastia - Olympique lyonnais)

## Palmarès

### En clubs
- ES Troyes AC
  - Champion de Ligue 2 en 2015
- SC Bastia
  - Champion de National en 2021

### En sélections
- Vainqueur de la Coupe du monde des moins de 17 ans en 2001.